# Shamarq
Shamarq est un village situé dans la province de Baghlan, en Afghanistan, dans les environs duquel a été découvert un relief rupestre d'époque sassanide, sur le site de Rag-i Bibi.

## Le site rupestre
La scène de chasse de Rag-i Bibi est généralement attribuée à Shapur Ier, mais sans certitude. Il s’agit de l’unique relief Sassanide connu hors du plateau Iranien. Son existence n'est connue du monde qu'en 2003. Le panneau était connu depuis toujours par les habitants de la région qui lui vouaient un culte local, et a également fait l’objet d’un projet de destruction par les talibans. Ayant subi d’importantes dégradations d’origines humaine et/ou sismique, il laisse néanmoins voir les restes d’une scène de chasse à cheval. Au centre, un cavalier royal précède 2 autres, et tire à l’arc un gros animal identifié finalement comme un rhinocéros stylisé. Un autre rhinocéros agonise devant les sabots de la monture royale. Un personnage désarmé se tient debout derrière l’encolure qui pourrait être un souverain kouchan vaincu. Outre le fait d’être situé en Afghanistan, loin des monts Zagros, Rag-i Bibi est exceptionnel car il présente de multiples traces attestant de finitions complexes : stucs, pigments, motifs sculptés d’encadrement (balustrade) ou d’environnement (manguier). Des mortaises témoignent de l’emboîtement d’éléments fixés tels que la corne ou les oreilles d’un rhinocéros, ou même bras et têtes de personnages. La représentation d’un manguier, et de rhinocéros, tous deux inconnus dans la région témoignent de l’influence indienne. L’exécution du relief a dû faire intervenir tant  des artistes sassanides que locaux.

## Sources
- (en) [PDF] Franz Grenet « The rock relief discovered in the village of Shamarq, Baghlan province »(Archive.org • Wikiwix • Archive.is • Google • Que faire ?), Society for the Preservation of Afghanistan's Cultural Heritage 2004 (consulté le 13/11/2007)
- (fr) Franz Grenet, “Le relief sassanide de Rag-I Bibi en Afghanistan”, in (fr)Françoise Demange et collectif, Les Perses sassanides. Fastes d’un empire oublié, Association Paris-Musées, Paris 2006, 1070pp.  (ISBN 978-2879009575)